# Tryckfelsnisse
Tryckfelsnisse (av tryckfel och nisse) är ett fiktivt väsen som skämtsamt ges skulden för tryck- och skrivfel. Uttrycket används i överförd bemärkelse även som orsak till fel i icke tryckt text. Som en förlängning av skämtet skrivs eller uttalas hans namn ibland fel, till exempel Tyrkfelsnisse eller Nyckfelstrisse.
Historiskt har uttryckt förekommit i svenska språket sedan 1875.